# Allinge-Gudhjem Kommune
Allinge-Gudhjem Kommune i Bornholms Amt blev dannet ved kommunalreformen i 1970. I 2003 indgik den i Bornholms Regionskommune sammen med Hasle Kommune, Nexø Kommune, Rønne Kommune og Aakirkeby Kommune samt Bornholms Amt.

## Tidligere kommuner
Allinge-Sandvig havde været købstad, men det begreb mistede sin betydning ved kommunalreformen. 4 sognekommuner blev lagt sammen med Allinge-Sandvig Købstad til Allinge-Gudhjem Kommune.
| Kommune                 | Folketal 1. januar 1970 | Byer                 |
| ----------------------- | ----------------------- | -------------------- |
| Allinge-Sandvig Købstad | 2.017                   | Allinge-Sandvig      |
| Olsker                  | 1.718                   | Tejn                 |
| Rø                      | 695                     | Rø                   |
| Østerlarsker-Gudhjem    | 2.153                   | Østerlars og Gudhjem |
| Østermarie              | 2.191                   | Østermarie           |
| I alt                   | 8.774                   |                      |

## Sogne
Allinge-Gudhjem Kommune bestod af følgende sogne:
- Allinge-Sandvig Sogn (Nørre Herred)
- Gudhjem Sogn (Øster Herred)
- Olsker Sogn (Nørre Herred)
- Rø Sogn (Nørre Herred)
- Østerlarsker Sogn (Øster Herred)
- Østermarie Sogn (Øster Herred)

## Byer
| Kommunens største byer |                 |                   |
| Nr                     | By              | Indbyggere (2025) |
| 1                      | Allinge-Sandvig | 1.446             |
| 2                      | Tejn            | 771               |
| 3                      | Gudhjem         | 730               |
| 4                      | Østermarie      | 459               |
| 5                      | Østerlars       | 254               |

## Politik
| 7 | 1 | 2 | 7 |

| 17 |

| 6 | 1 | 1 | 7 | 2 |

| 17 |

| 5 | 1 | 1 | 7 | 2 | 1 |

| 16 |

| 6 | 1 | 1 | 6 | 1 | 2 |

| 15 |

| 6 | 2 | 1 | 6 | 2 |

| 13 | 4 |

| 5 | 1 | 8 | 1 | 2 |

| 13 | 4 |

| 4 | 1 | 7 | 1 |

| 10 | 3 |

| 3 | 1 | 7 | 2 |

| 10 | 3 |

| 4 | 1 | 8 |

| 10 | 3 |

## Borgmestre[3]
| Periode        | Navn      | Parti             |
| -------------- | --------- | ----------------- |
| Emil Hansen    | 1970-1982 | Venstre           |
| Erling Marcher | 1982-1986 | Socialdemokratiet |
| Harald Kjøller | 1986-2002 | Venstre           |

## Rådhus
Allinge-Gudhjem Kommunes rådhus på Skovløkken 4 i Tejn rummer regionskommunens byggesagsbehandling.